# 한스 플뤼글러
요하네스 크리스티안 "한스" 플뤼글러(독일어: Johannes Christian "Hans" Pflügler, 1960년 3월 27일, 바이에른 주 프라이징 ~)는 독일의 전직 프로 축구 선수이다. 그는 좌측이나 중앙 수비수로 활동 가능하며, 프로 무대에서 바이에른 뮌헨에서만 활동하며 400번이 넘는 공식 경기에 출전해 10번의 주요 대회 우승을 거두었다.
플뤼글러는 서독 국가대표팀 일원으로 1990년 월드컵과 유로 1988에 참가했고, 전자의 대회에서 정상에 올랐다.

## 클럽 경력
프라이징 출신인 플뤼글러는 그가 알던 유일한 구단인 인근의 바이에른 뮌헨 소속으로 1981-82 시즌에 프로 무대 신고식을 치렀다. 2년의 경쟁 끝에, 그는 주전으로 발돋움하여 1983년부터 1988년까지 분데스리가 무대에서 총 27골을 기록하였고, 1986-87 시즌에는 유러피언컵 전 경기 매 분을 소화했지만, 포르투와의 결승전에서 패하며 준우승에 만족해야 했다.
바이에른 주 연고 구단을 5번의 분데스리가 우승과 3번의 DFB-포칼 우승으로 이끈 플뤼글러는 1991-92 시즌에 14경기 출장에 그쳤고, 이후 은퇴를 결심했다. 그러나, 1995년에 부상자들이 속출하면서 조반니 트라파토니의 부탁을 받은 플뤼글러는 복귀하여 카이저슬라우테른과의 4월 8일 안방 경기에 출전해 경고를 받았다. 더 놀라운 것은, 그가 2001-02 시즌에 남부 레기오날리가에 속한 2군에서 활동하며 42세의 나이로 리그 10위에 일조한 것이었다.

## 국가대표팀 경력
플뤼글러는 독일 국가대표팀 경기에 11번 출전했는데, 첫 국가대표팀 경기는 1987년 3월 25일에 열린 이스라엘과의 친선경기였다. 그는 이듬해 유럽 선수권 대회의 최종 명단에 이름을 올렸다.
플뤼글러는 1990년 월드컵에 안드레아스 브레메의 대체 자원으로 발탁되었고, 1-1로 비긴 콜롬비아와의 조별 리그 경기에 출전해, 국가대표팀의 우승에 일조했다.

## 사생활
플뤼글러는 공학자로 학위를 땄다. 그는 바이에른의 상품 제작 부서와 연계하여 활동했는데, 그는 처음으로 은퇴하기 전에 이 곳에서도 근무했다.
플뤼글러는 고향에 펜션 플뤼글러를 경영하기도 한다.

## 수상
바이에른 뮌헨
- 분데스리가: 1984–85, 1985–86, 1986–87, 1988–89, 1989–90
- DFB-포칼: 1981–82, 1983–84, 1985–86
- 유러피언컵 준우승: 1986–87[3]
- DFL-슈퍼컵: 1987,[10] 1990[11]

독일어
- 월드컵: 1990[4]

## 같이 보기
- 원클럽맨 명단